# Karen Addison
Karen Addison (Edimburgo, 1970) es una deportista británica que compitió por Escocia en curling.
Ganó una medalla de bronce en el Campeonato Mundial de Curling Femenino de 2007, y dos medallas de plata en el Campeonato Europeo de Curling, en los años 1995 y 2007.

## Palmarés internacional
| Representando a Escocia |                     |                   |        |
| Campeonato Mundial      |                     |                   |        |
| Año                     | Lugar               | Medalla           | Prueba |
| 2007                    | Aomori (Japón)      | Medalla de bronce | Equipo |
| Campeonato Europeo      |                     |                   |        |
| Año                     | Lugar               | Medalla           | Prueba |
| 1995                    | Grindelwald (Suiza) | Medalla de plata  | Equipo |
| 2007                    | Füssen (Alemania)   | Medalla de plata  | Equipo |